# Triaton
Triaton war ein unabhängiges IT-Systemhaus mit Sitz in Krefeld, Deutschland. Es entstand als ein Spin-off der ThyssenKrupp Gruppe. Im Jahr 2000 erfolgte die Übernahme der HiServ GmbH von der Hoechst AG.
Im Februar 2004 wurde das Unternehmen von Hewlett-Packard übernommen.
2003 erwirtschaftete Triaton, mit ca. 2200 Mitarbeitern, einen Jahresumsatz von 370 Millionen Euro. 2005 wurde das Unternehmen vollständig in IT-Outsourcing (Enterprise Services) Sparte von Hewlett-Packard eingegliedert und der Name Triaton verschwand. Im Jahre 2016 wechselten die SAP- und Application Management-Services der Hewlett Packard Enterprise (HPE) und damit ein Großteil der noch verbliebenen ehemaligen Triaton-Mitarbeitern zur Datagroup.

## Portfolio
Die Dienstleistungen umfassen Applikationen und Services, vom Consulting bis Outsourcing. Triaton ist auf den Betrieb von SAP-Systemen spezialisiert.
Außerdem werden Industrieunternehmen durch ganzzeitliche (Plan-Build-Run) Begleitung bei allen Unternehmensprozessen unterstützt.
Das Unternehmen verkauft im One-Stop-Shopping Lösungen zur Globalisierung der Prozesse, eBusiness-Lösungen für Kerngeschäftsprozesse und Outsourcing-Dienstleistungen für nachrangige Geschäftsprozesse.
Außerdem gehören zum Leistungsspektrum Customer-Relationship-Management, Dokumentenmanagement, Enterprise Application Integration,  EDI/Web-EDI, eSales, eProcurement, Portale, Enterprise Resource Planning sowie Lieferkette.

## Geschichte
Trotz der anfangs engen Anbindung an die ThyssenKrupp Gruppe gelang es dem Unternehmen, einen externen Umsatz-Anteil von etwa 56 Prozent zu erzielen.
Die Akquisition von Triaton ermöglichte Hewlett-Packard einen erweiterten Zugang zu spezifischen vertikalen Industrien der Automobilbranche und der Fertigungsindustrie, wie Stahl, Metall, Chemie, Pharma und Gesundheitspflege. Neben der bisherigen Muttergesellschaft ThyssenKrupp zählt der Pharmakonzern Aventis zu den  Triaton-Kunden.
Unter anderem waren auch IBM, CSC, T-Systems und Cap Gemini an der Übernahme von Triaton interessiert.
Ziel war es, Triaton bis 2006 von Platz drei auf Platz zwei in Europa zu führen, sagte Menno Harms, Deutschlandchef von Hewlett-Packard, während einer Telefonkonferenz. In Deutschland rangierte Triaton, zur Zeit der Übernahme, auf Platz vier, 2006 sollte es Rang drei sein.